# Bargoed

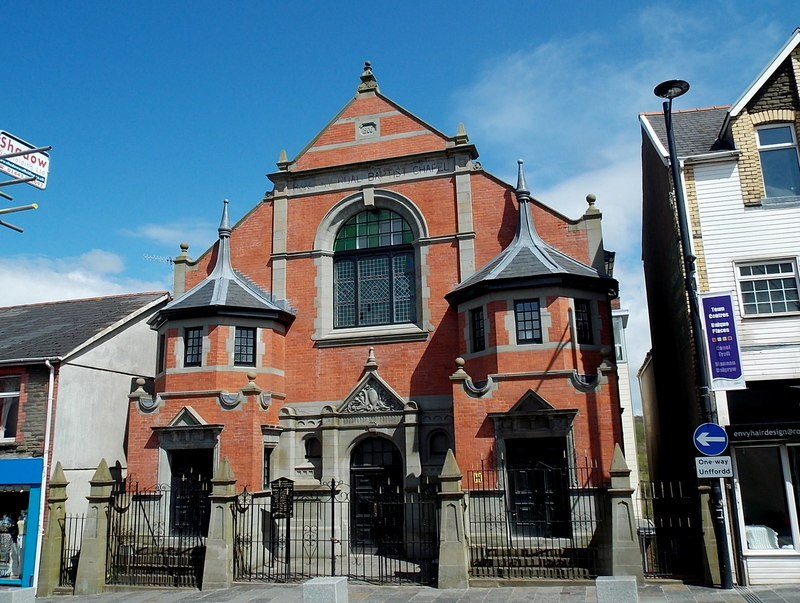
Edificio religioso a Bargoed

Bargoed è una cittadina di circa 11.000 abitanti del Galles sud-orientale, facente parte del distretto di contea di Caerphilly e situata lungo il corso del fiume Rhymney, nella Rhymney Valley.
Si tratta di un ex-centro industriale e minerario.

## Geografia
Bargoed si trova a circa metà strada tra Aberdare e Caerphilly (rispettivamente a sud-est della prima e a nord della seconda), a circa 22 miglia a nord di Cardiff.

## Storia
I primi edifici in loco furono eretti probabilmente a partire dagli anni quaranta del XVII secolo.
Bargoed si sviluppò come centro industriale a partire dal 1903, quando fu aperta una miniera di carbone. I lavori in loco erano iniziati nel 1897.
La miniera di carbone locale chiuse i battenti negli anni ottanta.

## Monumenti e luoghi d'interesse

### Architetture religiose
Principale edificio religioso di Bargoed è la chiesa dedicata a Santa Gladys, realizzata in due fasi, segnatamente tra il 1877 e il 1879 su progetto di J.Pritchard e tra il 1893 e il 1894 su progetto di E.M.Bruce Vaughan.

## Società

### Evoluzione demografica
Al censimento del 2011, Bargoed contava una popolazione pari a 11.537 abitanti, di cui 5.956 erano donne e 5.777 erano donne.
La località ha quindi conosciuto un lieve demografico rispetto al 2001, quando contava una popolazione pari a 11.610 abitanti. Il dato è tuttavia in rialzo: la popolazione stimata per il 2016 era pari infatti a 11.733 abitanti.

## Sport
- La squadra di rugby locale è il Bargoed RFC[6]